# Stipe Pletikosa
Stipe Pletikosa (ur. 8 stycznia 1979 w Splicie) – chorwacki piłkarz grający na pozycji bramkarza.

## Kariera klubowa
W sezonie 2005/2006 przebywał na wypożyczeniu w Hajduka Split, od lata 2006 ponownie w barwach Szachtara Donieck. W ostatnim dniu letniego okienka transferowego 2010 został wypożyczony na rok do Tottenhamu Hotspur z powodu kontuzji pachwiny podstawowego bramkarza londyńskiego klubu Heurelho Gomesa.

## Kariera reprezentacyjna
Z reprezentacją Chorwacji brał udział w turniejach Mistrzostw Świata 2002 (faza grupowa), Mistrzostwach Świata 2006 (faza grupowa), Euro 2008 (ćwierćfinał) i Euro 2012 (faza grupowa), Mistrzostwach Świata 2014.
Z powodu kontuzji nie pojechał na Mistrzostwa Europy 2004. Jego miejsce w reprezentacyjnej bramce zajął wówczas Tomislav Butina. Był kapitanem młodzieżowej reprezentacji Chorwacji.

## Sukcesy piłkarskie
- Puchar Chorwacji 2000 i 2003 z Hajdukiem Split
- mistrzostwo Ukrainy 2005 oraz Puchar Ukrainy 2004 z Szachtarem Donieck

## Odznaczenia
- Spomenica domovinske zahvalnosti (2018)[3]